# Max Bourguignon
Max Jules Henri Ghislain Bourguignon (Marche-en-Famenne, 6 juli 1889 - 18 december 1965) was een Belgisch volksvertegenwoordiger en burgemeester.

## Levensloop
Max Bourguignon was de zoon van notaris Henri Bourguignon (1861-1948) en Louise Burnay. Henri Bourguignon was vele jaren burgemeester van Marche-en-Famenne. Hij was ook kunstschilder, lid van de Koninklijke Commissie voor Monumenten en Landschappen en vooral historicus, die de geschiedenis van zijn gemeente te boek stelde.
Max Bourguignon trouwde met Anne Coppez en ze kregen een zoon en vier dochters.
Hij promoveerde tot doctor in de rechten (Universiteit Luik, 1913) en vestigde zich als pleitbezorger in Marche-en-Famenne.
Hij stapte in de gemeentelijke politiek als:
- gemeenteraadslid (1926-1964),
- schepen (1933-1939 en 1947-1963),
- burgemeester (1963-1964).

Na de Tweede Wereldoorlog werd hij gedurende korte tijd (1945-1946) volksvertegenwoordiger voor de PSC in het arrondissement Aarlen-Marche-Bastogne.